# Platja del Pont del Petroli
La platja del Pont del Petroli és una platja urbana del municipi de Badalona (Barcelonès) situada al barri del Progrés, al costat del Pont del Petroli, una passarel·la (antic pantalà) perpendicular a la costa, que s'endinsa en el mar uns 250 m. Limita a llevant amb la platja de l'Estació, a l'alçada de l'avinguda Sant Ignasi de Loiola, i a ponent amb la platja del Coco, a l'alçada de la plaça del Patí de Vela. Té una longitud de 370 m, una amplada mitjana de 30 m, i està formada per sorra de gra mitjà. El pendent d'entrada al mar és una mica pronunciat i el fons marí és de sorra. S'hi accedeix a través de dos passos subterranis sota les vies del tren.

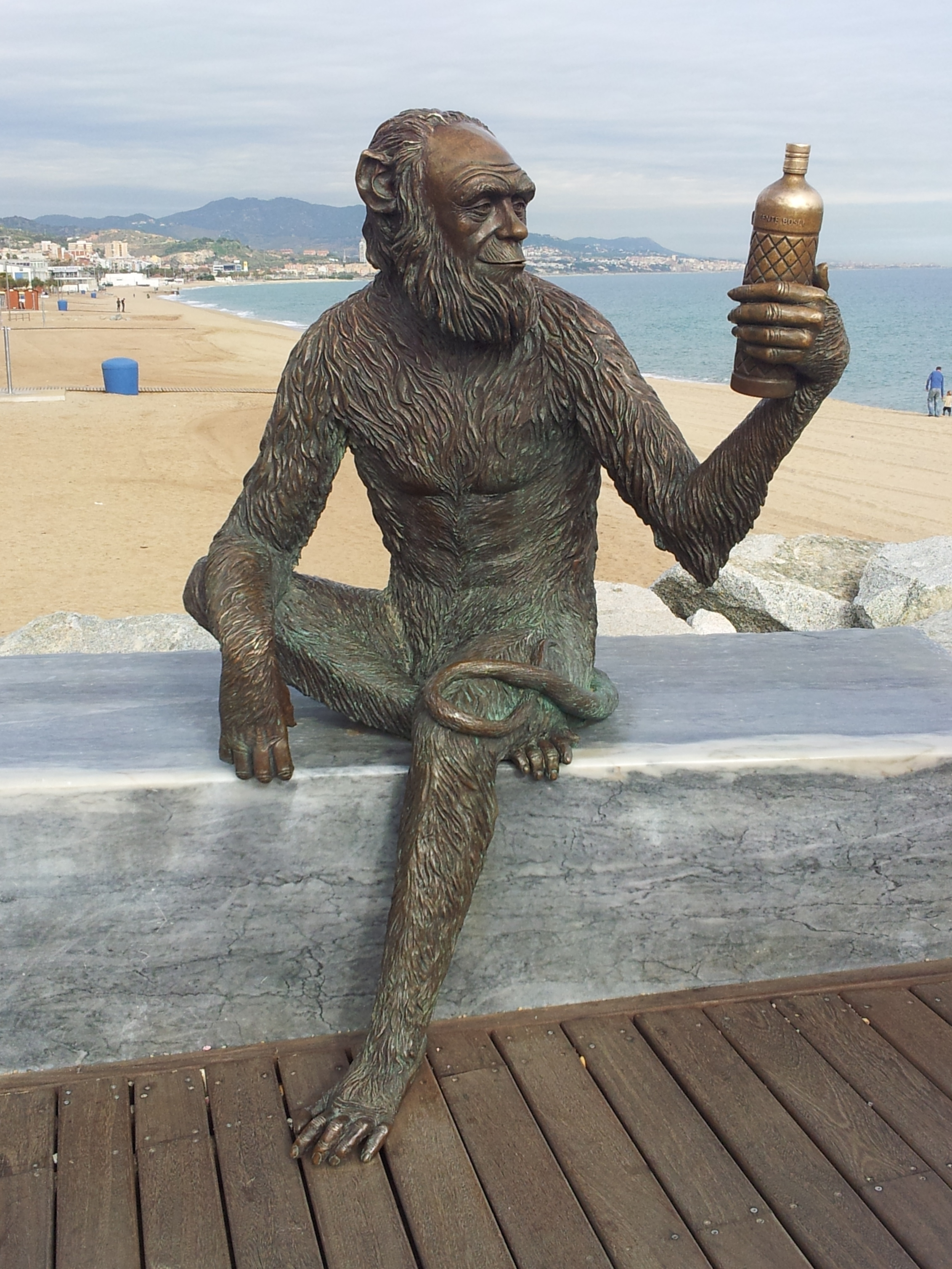
Estàtua Anís del Mono

En aquesta platja hi ha la fàbrica Anís del Mono, fundada el 1868, amb elements arquitectònics modernistes, declarada Patrimoni Històric. A la plataforma d'accés al Pont del Petroli hi ha l'escultura d'Anís del Mono, obra de l'artista badalonina Susana Ruiz Blanch, que es va inaugurar el juliol de 2012.